# 飯盛山 (生駒山地)
飯盛山（いいもりやま）は、大阪府生駒山地北西枝にある山。大東市と四條畷市にまたがっており、山頂は大東市にある。標高は314.3m。河内飯盛山と表記する文献もある。

## 概要
山頂一帯には三好長慶の居城であった飯盛山城の跡があり、現在でもその曲輪跡が多く残る。
楠木正行と高師直が戦った四條畷の戦いの古戦場でもあったため、山頂には吉野山の方向を向いている楠木正行の銅像（1938年（昭和13年）建立）が建っている。
付近一帯はハイキングコースとして整備されており、「野崎観音 - 野崎城跡 - 飯盛山城跡 - 山頂 - 四條畷神社」のコースが良く利用されるほか、複数のコースがある。

## 周辺
- 野崎観音（慈眼寺）
- 楠公寺
- 滝谷楠水の水汲み場
- 室池の古堰堤
- 室池園地
- 潅木帯の遊歩道
- 湿地花園
- 在阪FMラジオ送信所（詳細は下述）
- 飯盛霊園
- 田原台

## 在阪FMラジオ送信所

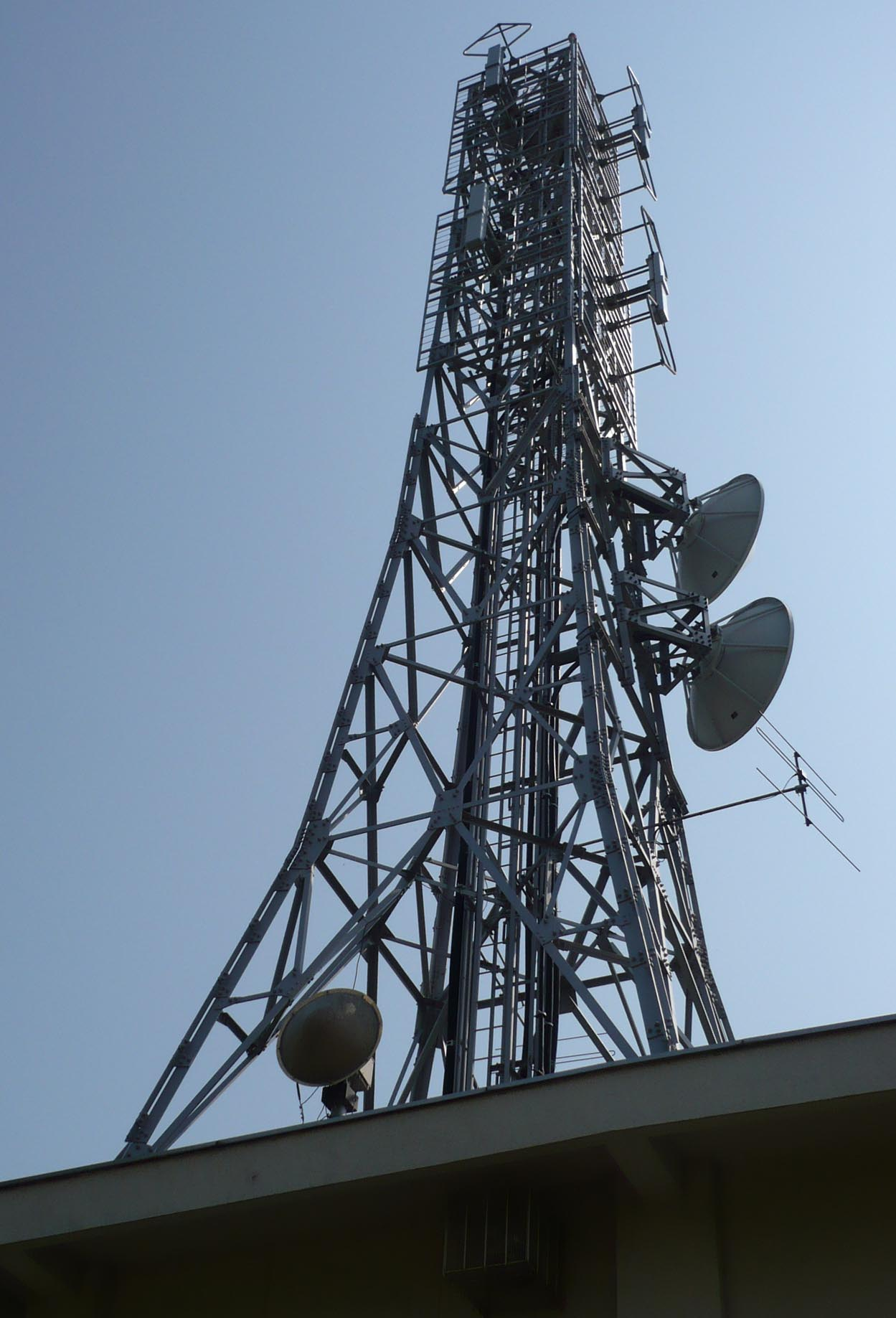
在阪FMラジオ送信所

山頂やや南の稜線に在阪FM放送局の送信所があり、大阪府の広範囲に電波を発射している。
当初、NHK大阪FMは生駒山、FM大阪は大阪市北区の新朝日ビル屋上にそれぞれ送信所を設置していたが、近畿各府県のNHK放送局が府県域放送に移行するにあたり、NHK大阪FMのスピルオーバーが問題視された。そこで、FM大阪と共同で当地に新送信所を設置・移転する事になった。なお、1995年（平成7年）に開局したFM COCOLO、及び2016年（平成28年）3月19日よりFM補完放送を開始した朝日放送・毎日放送・ラジオ大阪の各局は開局当初より生駒山に送信所を設置している。
| 周波数  | 放送局名         | 呼出符号 | 空中線電力 | ERP  | 放送対象 地域 | 放送区域 内世帯数 | 正式な局名     |
| ------- | ---------------- | -------- | ---------- | ---- | ------------- | ----------------- | -------------- |
| 80.2MHz | FM802            | JOFV-FM  | 10kW       | 25kW | 大阪府        | 約400万世帯       | 飯盛山送信所   |
| 85.1MHz | fmo エフエム大阪 | JOBU-FM  | 10kW       | 25kW | 大阪府        | 約400万世帯       | 飯盛山送信所   |
| 88.1MHz | NHK 大阪FM       | JOBK-FM  | 10kW       | 25kW | 大阪府        | 約400万世帯       | 飯盛山FM放送所 |

- 所在地： 大東市北条2377番地
- FM大阪の当送信所と、能勢町の中能勢中継局（野間西山、77.4MHz）を含めた放送エリアは、大阪府全域と兵庫、京都、奈良、滋賀、和歌山、岡山、徳島、香川の各府県の一部である[11]。
- テレビ大阪が大阪本局の送信所を建設する際に、飯盛山が候補地に挙がったが、最終的に生駒山の西側中腹に建設されることとなり、飯盛山からの送信は実現しなかった[12]。